# گونترسلبن
گونترسلبن (به آلمانی: Güntersleben) یک شهر در آلمان است که در Würzburg واقع شده‌است.